# Doria Tillier

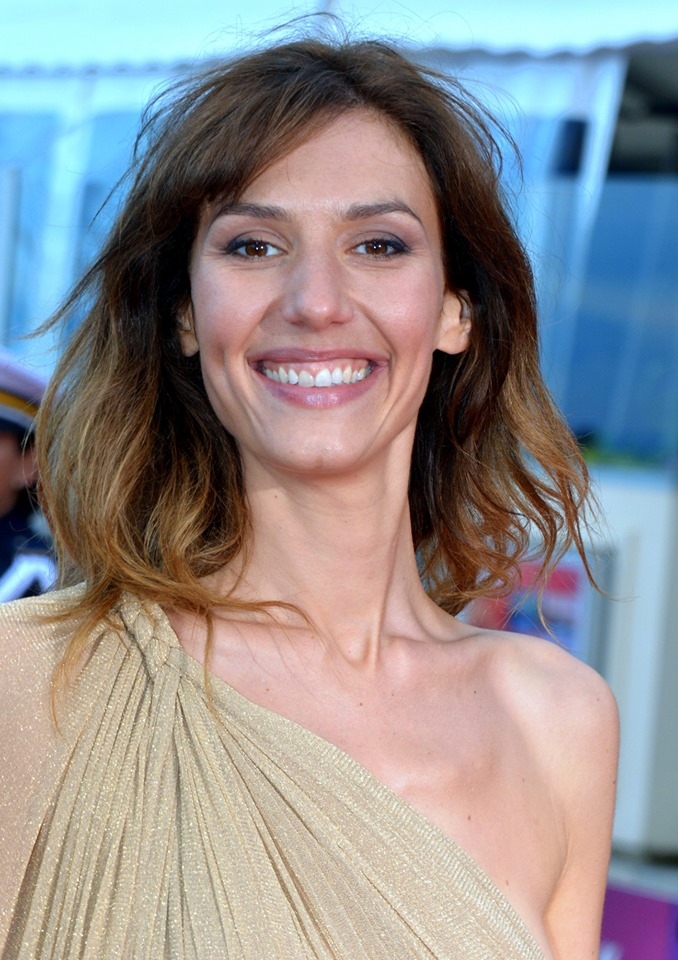
Doria Tillier 2019

Doria Tillier (* 27. März 1986 in Paris) ist eine französische Schauspielerin und Drehbuchautorin.

## Leben
Tillier wurde als Tochter eines Mathematikers und einer Gemälderestauratorin in Paris geboren. Sie entschied sich bereits im Kindesalter Schauspielerin zu werden, da sie vom Theater fasziniert war. Tillier besuchte das Lycée Condorcet und schloss die Schulzeit mit dem Baccalauréat ab. Anschließend arbeitete sie als Kellnerin, besuchte von 2006 bis 2007 das Atelier du Sudden Théâtre und schrieb sich 2008 für zwei Jahre am Pariser Laboratoire de l’acteur von Hélène Zidi ein, das angehende Schauspieler berät. Sie war zu der Zeit auch als Model in Werbespots (u. a. für Nina Riccis Parfüm Mademoiselle Ricci) zu sehen und erhielt 2008 eine kleine Rolle als Gerichtsmedizinerin an der Seite von Amanda Lear in Richard J. Thomsons Thriller Bloody Flowers.
Im Jahr 2012 wurde Tillier für zwei Jahre die Wetteransagerin „Miss Météo“ der Spätnachrichten Le Grand Journal auf Canal +, wobei sie auch in Sketchen auftrat. Ende 2014 war sie als Moderatorin der Jubiläumssendung anlässlich 30 Jahren Canal + zu sehen.
Tillier verfasste mit ihrem damaligen Lebensgefährten Nicolas Bedos das Drehbuch zum Film Die Poesie der Liebe, in dem sie an Bedos’ Seite die Hauptrolle der Sarah Adelman übernahm. Der Film über die langjährige Beziehung eines Künstlerehepaars erhielt zwei Nominierungen für einen César, darunter eine für Tillier als beste Hauptdarstellerin. Die zweite César-Nominierung erhielt Tillier 2020 für ihre Rolle in Bedos’ Die schönste Zeit unseres Lebens an der Seite von Daniel Auteuil.
Tillier war mit Bedos von 2013 bis 2019 liiert.

## Filmografie
- 2008: Bloody Flowers

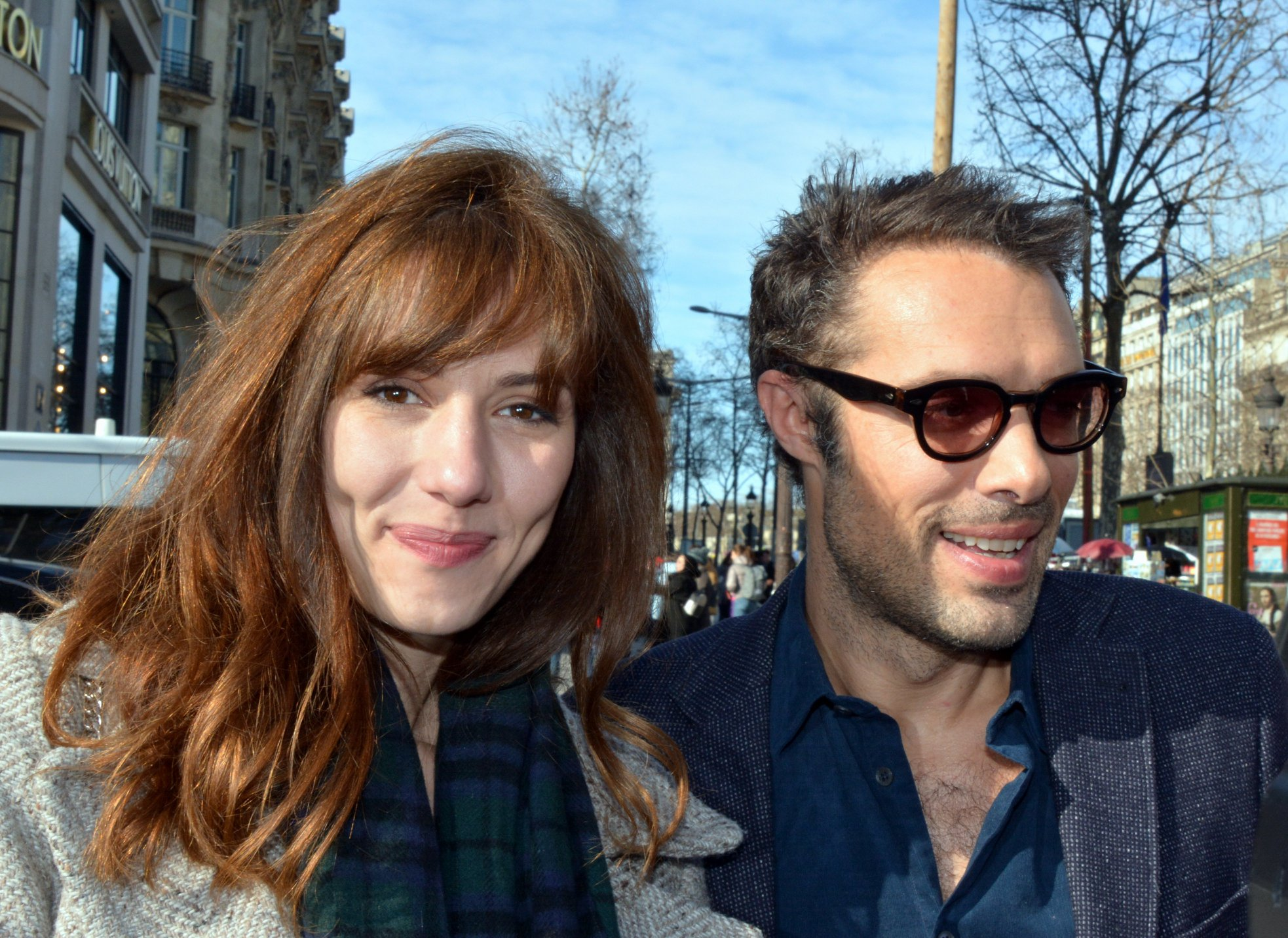
Doria Tillier und Nicolas Bedos

- 2009: Action spéciale douanes (Fernsehserie, Folge 1x05)
- 2013: Le débarquement (Fernsehserie, Folge 1x02)
- 2017: Die Poesie der Liebe (Monsieur et Madame Adelman, auch Drehbuch)
- 2018: Le Jeu – Nichts zu verbergen (Le Jeu)
- 2019: Die schönste Zeit unseres Lebens (La Belle Époque)
- 2019: Yves
- 2020: La Flamme (Fernsehserie, 9 Folgen)
- 2021: Présidents
- 2022: Viens je t'emmène
- 2022: Fumer fait tousser
- 2022: Haus der Lügen (L’origine du mal)
- 2022: Canailles
- 2023: Duell der Besten (Une affaire d’honneur)
- 2024: Die Kinder sind Könige (Les enfants sont rois, Fernsehserie, 6 Folgen)
- 2024: Bolero
- 2024: Iris (Fernsehserie, 5 Folgen, auch Drehbuch und Regie)

## Auszeichnungen
- 2017: Swann d’Or als Beste Nachwuchsdarstellerin, Festival du film de Cabourg, für Die Poesie der Liebe
- 2018: César-Nominierung, beste Hauptdarstellerin, für Die Poesie der Liebe
- 2018: Nominierung Globes de cristal, beste Darstellerin, für Die Poesie der Liebe
- 2020: César-Nominierung, Beste Hauptdarstellerin, für Die schönste Zeit unseres Lebens
- 2020: Nominierung Globes de cristal, beste Darstellerin, für Die schönste Zeit unseres Lebens